# Нестеров, Вениамин Александрович
Вениамин Александрович Нестеров (1922—1992) — советский архитектор. Заслуженный архитектор РСФСР (1975), лауреат Государственной премии СССР (1981) и Государственной премии РСФСР в области архитектуры (1985).

## Биография
Вениамин Нестеров родился 26 октября 1922 года в селе Тюменцево Тюменцевского района Алтайского края. Его отец был строителем, и семья часто переезжала со стройки на стройку.
В 1940 году Вениамин Нестеров поступил в Московский архитектурный институт (МАРХИ), но вскоре учёбу прервала Великая Отечественная война. Бывший студент стал гвардейским миномётчиком, проходил службу в Забайкалье, учился на командира. С 1944 года воевал на 1-м Украинском фронте, был начальником разведки дивизиона одного из соединений. С боями прошёл Польшу и Германию, за что был награждён орденом Отечественной войны I степени, орденами ПНР и медалями.
В 1946 году вернулся на второй курс МАРХИ. В 1948 году вступил в КПСС. В 1952 году окончил МАРХИ, защитив дипломный проект на тему «Музей Москвы» (руководитель Б. С. Мезенцев).
С 1952 по 1960 работал архитектором, а затем - руководителем архитектурно-планировочной бригады в мастерской № 5 Моспроекта под руководством Г. А. Захарова и З. М. Розенфельда. В этот период В. А. Нестеров разрабатывал проекты застройки Добрынинской площади, Большой Тульской улицы, Варшавского шоссе, районов Волхонка-ЗИЛ, Зюзино. Выполнил проект детальный проект планировки Москворецкого района.
Затем В. А. Нестеров был главным архитектором Сокольнического и Куйбышевского районов. В 1962 году он возглавил архитектурно-планировочную мастерскую № 8 Моспроекта-1, занимавшуюся застройкой этих районов. Под его руководством застраивались жилые районы Северное Богородское, Черкизово, Гольяново, Большая Черкизовская улица, Открытое шоссе, Сокольническая площадь, осуществлялась реконструкция Спасских улиц и застройка Новокировского проспекта. В 1975 году В. А. Нестеров стал заместителем начальника Главного архитектурно-планировочного управления.
Член КПСС с 1948 года. В 1960 году был избран секретарём парткома Моспроекта. В 1965 году был избран председателем правления Московской организации Союза архитекторов. Член секретариата Союза архитекторов СССР.

## Работы

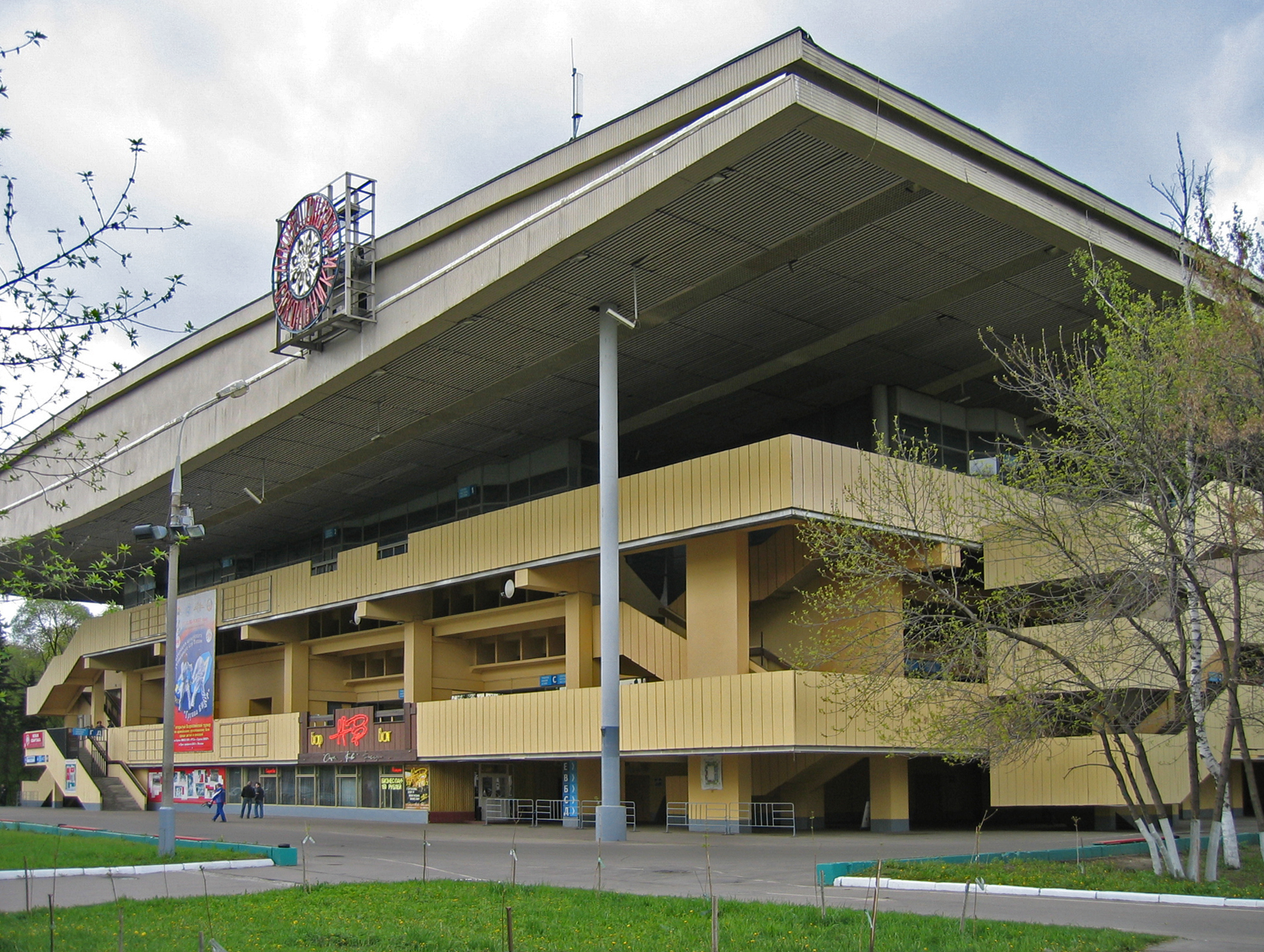
Дворец спорта «Сокольники»

Здания
- Кинотеатр «Севастополь»[4] (1964, снесён в 2020)
- Кинотеатр «Урал»[4] (1969, снесён в 2010)
- Центральный автовокзал[1] (1971, соавтор, снесён в 2017)
- Дворец спорта «Сокольники»[4] (1974, снесён в 2021)
- Жилой дом с универмагом на Русаковской улице[1]
- Жилой дом на Большой Спасской улице с пристроенным кинотеатром и кафе «Перекоп»[1]
- Здание вычислительного центра «Экспресс» на Комсомольской площади[1]
- Посольство СССР в Джакарте (1976)[7]
- Олимпийская деревня (1980, соавтор, Государственная премия СССР)
- Киноконцертный зал имени Моссовета на Преображенской площади (1985, соавтор, Государственная премия РСФСР в области архитектуры)

Памятники
- 5-я гвардейская танковая армия (1980-е, скульптор Н. И. Лебедев)[8]
- Памятник героям-дружинникам, участникам баррикадных боев на Красной Пресне (1981, скульптор Д. Б. Рябичев)[8]
- Великий почин (1982, скульптор О. С. Кирюхин)[8]
- Памятник Суворову (1982, скульптор О. К. Комов)[8]
- Памятник Менделееву в Тобольске (1984, скульптор В. Н. Никифоров)[9]
- Памятник Андрею Рублёву (1985, скульптор О. К. Комов)[10]
- Дружба народов (миру — мир) (1985, скульптор О. С. Кирюхин)[8]
- Памятник Эрнсту Тельману (1986, скульпторы Владимир и Валентин Артамоновы)[8]
- Памятник Индире Ганди (1987, скульптор О. К. Комов)[8]
- Памятник В. И. Ленину и Н. К. Крупской (1989, скульптор О. К. Комов)[8]